# CloudNaaS
CloudNaaS（クラウドネットワークアズアサービス）は、サービスとしてのクラウドネットワークという意味合いで、「Cloud Network as a Service」の頭文字である。
OpenFlow SDN（大規模ネットワークプログラミング通信手順）機能を活用してクラウドの顧客によるクラウドネットワーク機能のより高度な制御を提供するクラウドネットワーキングシステムである。これにより、ユーザーは多数のネットワーク機能を含むアプリケーションを展開できる。
CloudNaaSプリミティブとは、高速プログラマブルネットワーク要素を使用して、クラウドインフラストラクチャ自体に直接実装される。